# Várhidi Péter
Várhidi Péter (Budapest, 1958. május 8. –) labdarúgó, edző, a magyar labdarúgó-válogatott volt szövetségi kapitánya. 1998-ban az Újpest FC-vel magyar bajnok.
Édesapja Várhidi Pál, az Újpest tízszeres válogatott labdarúgója, klubja későbbi edzője.

## Sportpályafutása

### Játékosként
Játékosként az Újpesti Dózsában(1968–80) kezdte pályafutását. Pályafutása során megfordult még a Ganz-MÁVAG (1980–86), a Dömsöd és a BVSC (1986–92) egyesületekben is. Az élvonalban 1992. május 8-án mutatokozott be a BVSC színeiben. Mindössze 4 mérkőzést játszott.
Játékos pozíciója: balhátvéd.

### Klubedzőként
Edzői pályafutását a BVSC-nél kezdte 1992-ben, ahol két éven keresztül dolgozott a csapat utánpótlás csapatainál. 1994-ben az Újpesti TE utánpótlásedzője lett, 1995-től az MTK tartalékcsapatának edzője. 1996-ban szerződött újra Újpestre, ahol 1997 őszéig pályaedzőként dolgozott. Ekkor átvette a csapatot, és az első vezetőedzőként eltöltött idényében rögtön bajnokságot is nyert. Szinte berobbant a neve a köztudatba. A következő idényben a csapat a 3. helyen végzett. 1999 őszén szakmai igazgatóként tevékenykedett Újpesten, majd tavasszal ismét vezetőedzőként, de a csapat a csalódáskeltő 10. helyen végzett, így az idény végén távozott a Megyeri útról. Szinte azonnal leszerződtette a Videoton. Első idényében Székesfehérváron is sikeres volt, az 5. helyen végeztek. A Videoton előtte pont 10 évvel volt utoljára a tabella első felében, akkor a 6. helyen végzett. A következő idényben olyan gyengén szerepelt a gárda, hogy az idény felénél, a téli szünetben a kínai munkájából hazatérő Bicskei Bertalan váltotta fel a kispadon. 2003 tavaszán a Nyíregyházi Spartacus szakmai igazgatói pozícióját töltötte be, s a csapat feljutott az első osztályba. Az NB I-ben azonban már gyengén ment a játék, így a társát, Herédi Attilát Détári Lajos váltotta a kispadon. Várhidinek is mennie kellett, mert a vezetőség szerint az általa csapathoz hozott légiósok (a mexikói Navarrete és a ghánai Princeton) csak pénzkidobás voltak.
Megalakulásától, 2000 óta a Sport TV szakértője. Bár felmerült a neve a Pécsi MFC-nél Nagy Tamás menesztése után, egészen 2006-ig nem vállalt edzői munkát. 2009. július 28. óta a Budapesti EAC (BEAC) vezetőedzője lett, majd október 19.-től a másodosztályú Szigetszentmiklósi TK csapatát irányította. December 1-jétől a Pécsi MFC játékosait edzette. Ezt a posztját 2010. június 12-ig töltötte be. Ezt követően visszatért Szigetszentmiklósra, ahol szakmai igazgatóként kezdett el dolgozni. 2012 októberében ideiglenes jelleggel átvette az együttes edzéseit, miután Horváth Ferenc Kecskemétre szerződött. 2015 októberében felbontotta szigetszentmiklósi szerződését. 2015 novemberében az FC Tatabánya szakmai igazgatója lett. 2017 májusa és 2018 októbere közt a másodosztályú Mosonmagyaróvári TE vezetőedzője volt. 2019 nyarán az NB III-as Ózdi Kohász szakmai igazgatója lett, miután korábban már rá bízták a klub utánpótlását. A klub nehéz anyagi helyzetbe került, emiatt Várhidi 2019 novemberében lemondott posztjáról. 2020 szeptemberében a másodosztályú Kaposvári Rákóczi edzője lett. Innen 2021 április végén közös megegyezéssel távozott.

### Szövetségi kapitányként
2006 áprilisában a magyar U19-es válogatott kapitánya lett, s a csapat irányításával Cipruson megnyerte Európa-bajnoki selejtezőcsoportját. Ezek után 2006 novemberében Kisteleki István, az MLSZ elnöke felkérte, hogy ideiglenesen, egy mérkőzésre legyen a felnőtt magyar labdarúgó-válogatott kapitánya, amíg meg nem találják Bozsik Péter végleges utódját. Várhidi a Kanada elleni mérkőzésre, egy nagyon fiatal keretet rakott össze, amelyben 9 újonc labdarúgó volt. A csapat 1-0-s győzelmet aratott a mérkőzésen. 2006. december 14-én egy évvel meghosszabbították kinevezését. 2007 végéig a válogatott további 13 mérkőzéséből 7-et nyert meg, illetve a FIFA-világranglistán egy év alatt 28 hellyel előrébb lett sorolva csapat, ami ekkor a 48. helyen állt. Erre 2003 augusztusa óta nem volt példa. 2007-ben a magyar újságírók az év edzővéjé választották. 2008. január 22-én az MLSZ tagjai egy öt órás ülést követően határozatlan idejű szerződést kötöttek Várhidivel. A válogatott tavaszi sikertelensége miatt azonban az MLSZ 2008. április 24-én januári döntését felülírva a holland Erwin Koemant nevezte ki szövetségi kapitánnyá.

## Statisztika

### Mérkőzései szövetségi kapitányként
| Magyarország | Magyarország         | Magyarország                      | Magyarország  | Magyarország | Magyarország        | Magyarország | Magyarország | Magyarország |
| #            | Dátum                | Helyszín                          | Hazai         | Eredmény     | Vendég              | Kiírás       | Gólok        | Esemény      |
| ------------ | -------------------- | --------------------------------- | ------------- | ------------ | ------------------- | ------------ | ------------ | ------------ |
| 1.           | 2006. november 15.   | Székesfehérvár, Sóstói Stadion    | Magyarország  | 1 – 0        | Kanada              | barátságos   | -            |              |
| 2.           | 2007. február 6.     | Limassol                          | Ciprus        | 2 – 1        | Magyarország        | barátságos   | -            |              |
| 3.           | 2007. február 7.     | Limassol (CYP)                    | Lettország    | 0 – 2        | Magyarország        | barátságos   | -            |              |
| 4.           | 2007. március 24.    | Podgorica                         | Montenegró    | 2 – 1        | Magyarország        | barátságos   | -            |              |
| 5.           | 2007. március 28.    | Budapest, Szusza Ferenc Stadion   | Magyarország  | 2 – 0        | Moldova             | Eb-selejtező | -            |              |
| 6.           | 2007. június 2.      | Iráklio, Pankritio                | Görögország   | 2 – 0        | Magyarország        | Eb-selejtező | -            |              |
| 7.           | 2007. június 6.      | Oslo, Ullevaal Stadion            | Norvégia      | 4 – 0        | Magyarország        | Eb-selejtező | -            |              |
| 8.           | 2007. augusztus 22.  | Budapest, Puskás Ferenc Stadion   | Magyarország  | 3 – 1        | Olaszország         | barátságos   | -            |              |
| 9.           | 2007. szeptember 8.  | Székesfehérvár, Sóstói Stadion    | Magyarország  | 1 – 0        | Bosznia-Hercegovina | Eb-selejtező | -            |              |
| 10.          | 2007. szeptember 12. | Isztambul, Beşiktaş İnönü Stadion | Törökország   | 3 – 0        | Magyarország        | Eb-selejtező | -            |              |
| 11.          | 2007. október 13.    | Budapest, Szusza Ferenc Stadion   | Magyarország  | 2 – 0        | Málta               | Eb-selejtező | -            |              |
| 12.          | 2007. október 13.    | Łódź                              | Lengyelország | 0 – 1        | Magyarország        | barátságos   | -            |              |
| 13.          | 2007. november 17.   | Chișinău, Zimbru Stadion          | Moldova       | 3 – 0        | Magyarország        | Eb-selejtező | -            |              |
| 14.          | 2007. november 21.   | Budapest, Puskás Ferenc Stadion   | Magyarország  | 1 – 2        | Görögország         | Eb-selejtező | -            |              |
| 15.          | 2008. február 6.     | Limassol, Cirion Stadion (CYP)    | Magyarország  | 1 – 1        | Szlovákia           | barátságos   | -            |              |
| 16.          | 2008. március 26.    | Zalaegerszeg, ZTE Aréna           | Magyarország  | 0 – 1        | Szlovénia           | barátságos   | -            |              |
|              | Összesen             |                                   |               | -            | mérkőzés            |              | -            | gól          |